# Lessja-Ukrajinka-Boulevard
Der Lessja-Ukrajinka-Boulevard  (ukrainisch Бульвар Лесі Українки, wiss. Transliteration Bulʹvar Lesi Ukraïnky, russisch Бульвар Леси Украинки) ist ein Boulevard in der ukrainischen Hauptstadt Kiew im Rajon Petschersk.

## Geschichte
Der Boulevard wurde Ende der 1950er Jahre im Zusammenhang mit der Erschließung der bis dahin unbebauten Gebiete zwischen der Hospitalna- und der Schtschorsa-Straße (jetzt Nowohospitalna-Straße) angelegt. Dabei wurden die vorhandenen Sassarajnoji- und Petschersker Straße in die Anlage einbezogen. 1958 zunächst Petschersker Boulevard genannt, erhielt er 1962 seinen heutigen Namen.

## Verlauf und Gebäude
Der Boulevard verläuft von der Kreuzung der Basseina-Straße (der Boulevard dient als Fortsetzung der Straße) über die Schowkowitschna-Straße, die Hospitalna-Straße und der Metschnykowa-Straße bis zum Boulevard der Völkerfreundschaft. Über die Petscherski-Brücke ist er mit der Bastionna- und der Mychajla-Bojtschuk-Straße verbunden. Benannt ist er nach der ukrainischen Dichterin Lessja Ukrajinka. Am Boulevard liegt der gleichnamige Platz mit dem Denkmal für die Dichterin.
Die Straße ist achtspurig mit einem begrünten, größtenteils baumbestandenen Mittelstreifen angelegt. Entlang des Boulevards stehen vorrangig Wohngebäude. Es sind Bauten aus den 1960er bis in die 2000er Jahre, darunter ein Wohnhaus der sehr seltenen Serie K-14. In vielen Gebäuden sind im Erdgeschoss Ladengeschäfte eingerichtet. Bauliche Dominanten sind inzwischen das Business-Center Parus (Парус, Segel) mit einer Höhe von 156 m und das Neubaugebiet Zarske Selo.
Historische Bauwerke sind selten, zu den vorhandenen zählen die Rotunde der Wassylkiwsky-Befestigungsanlagen (Nr. 2); die Kaponniere des 3. Polygons (Nr. 18) und die zwischen 1914 und 1916 errichteten Anlagen der Kiewer Junkerschule (Nr. 25), in der sich derzeit das Kiewer Militärlyzeum Iwan Bohun befindet. Haus Nr. 36B zeigt ein monumentales Wandgemälde des australischen Künstlers Guido van Helten.

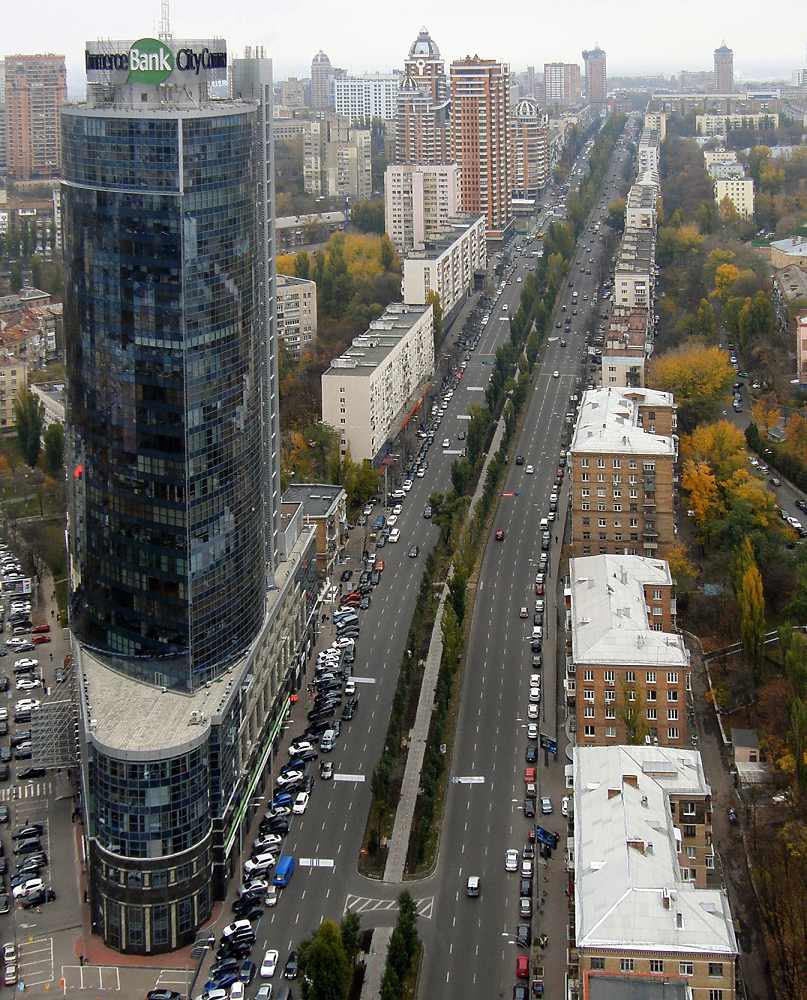
Beginn des Boulevards an der Basseina-Straße, links das Business-Center Parus
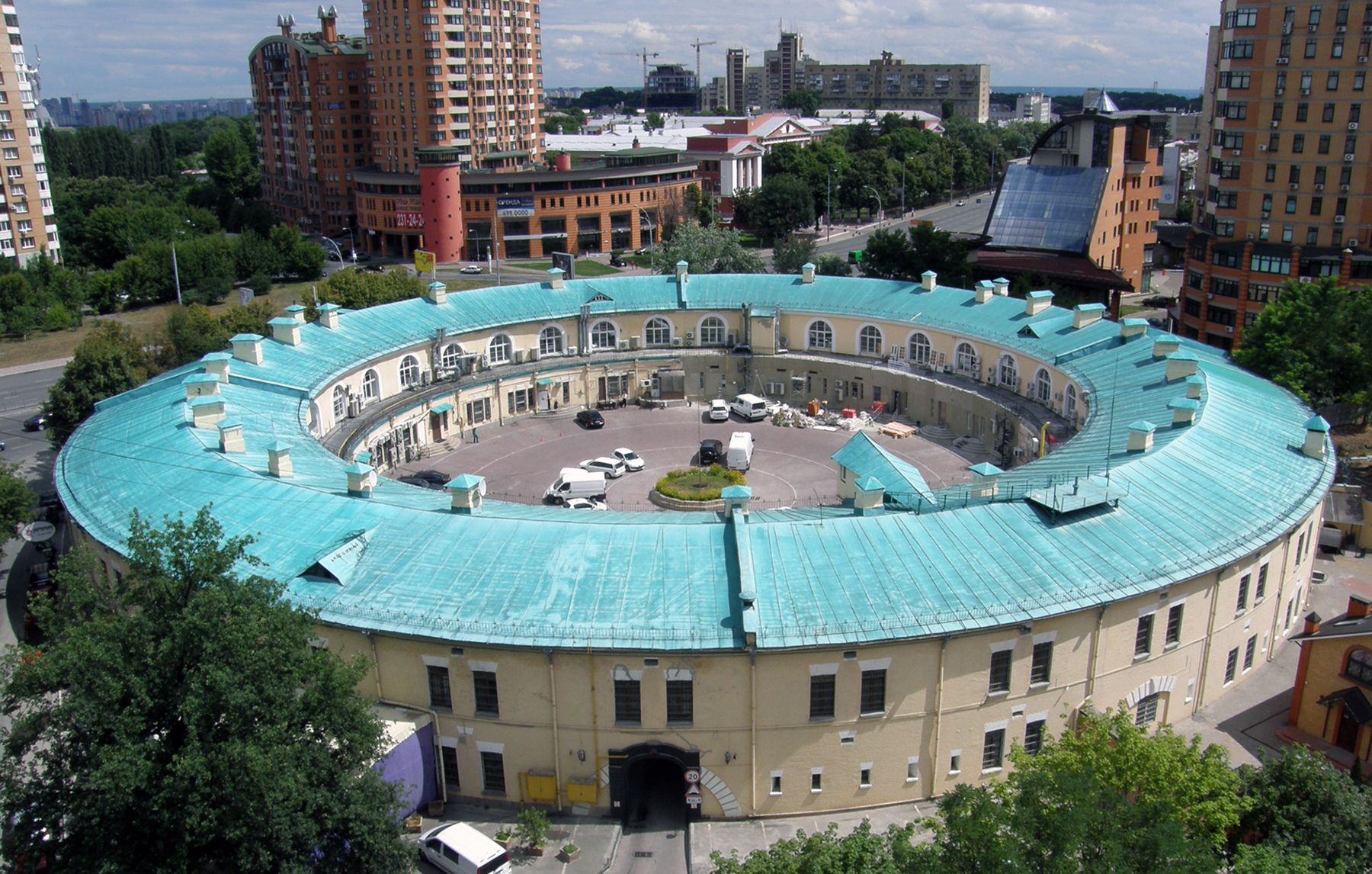
Rotunde der Wassylkiwsky-Befestigungsanlagen
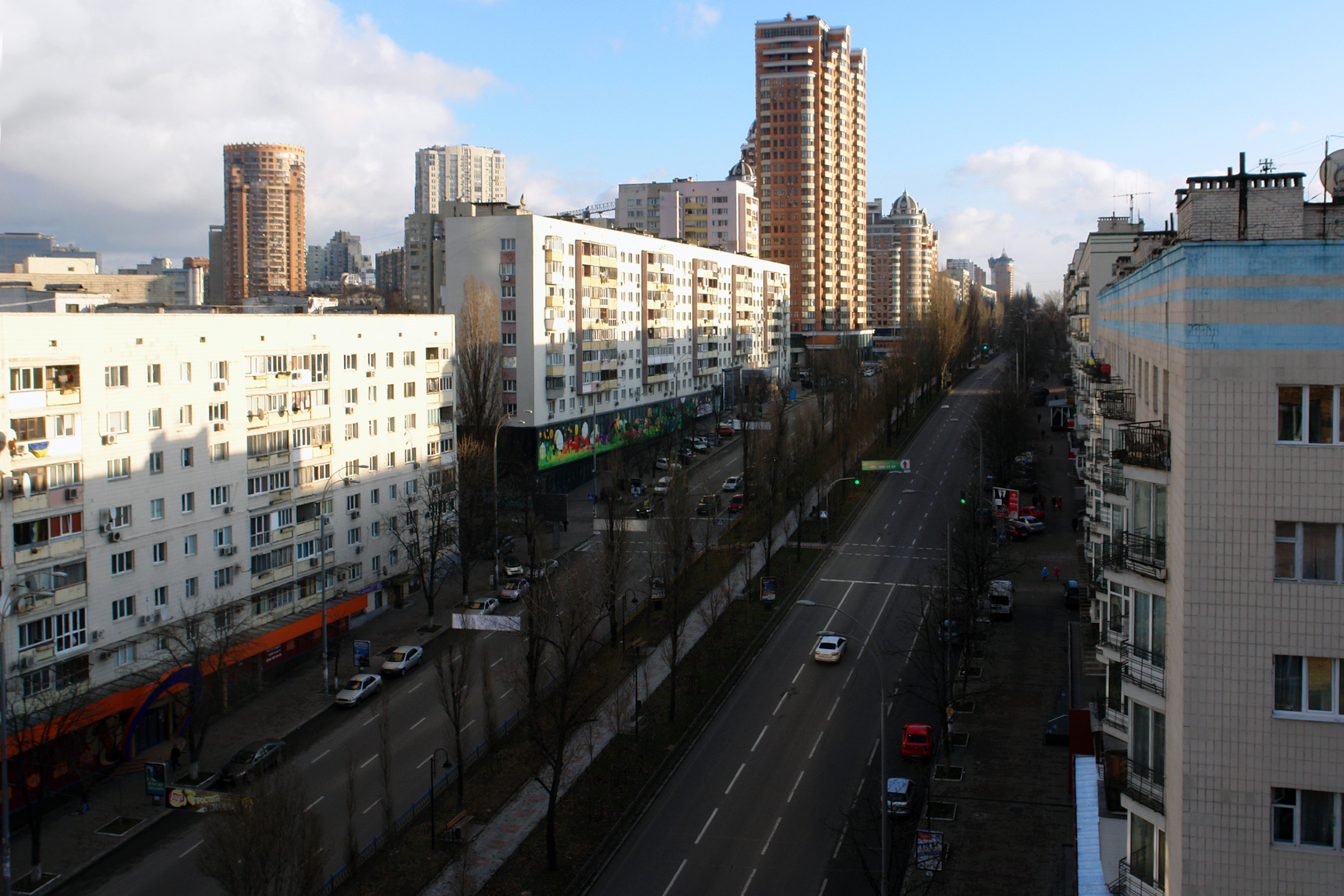
Wohnbebauung am Boulevard
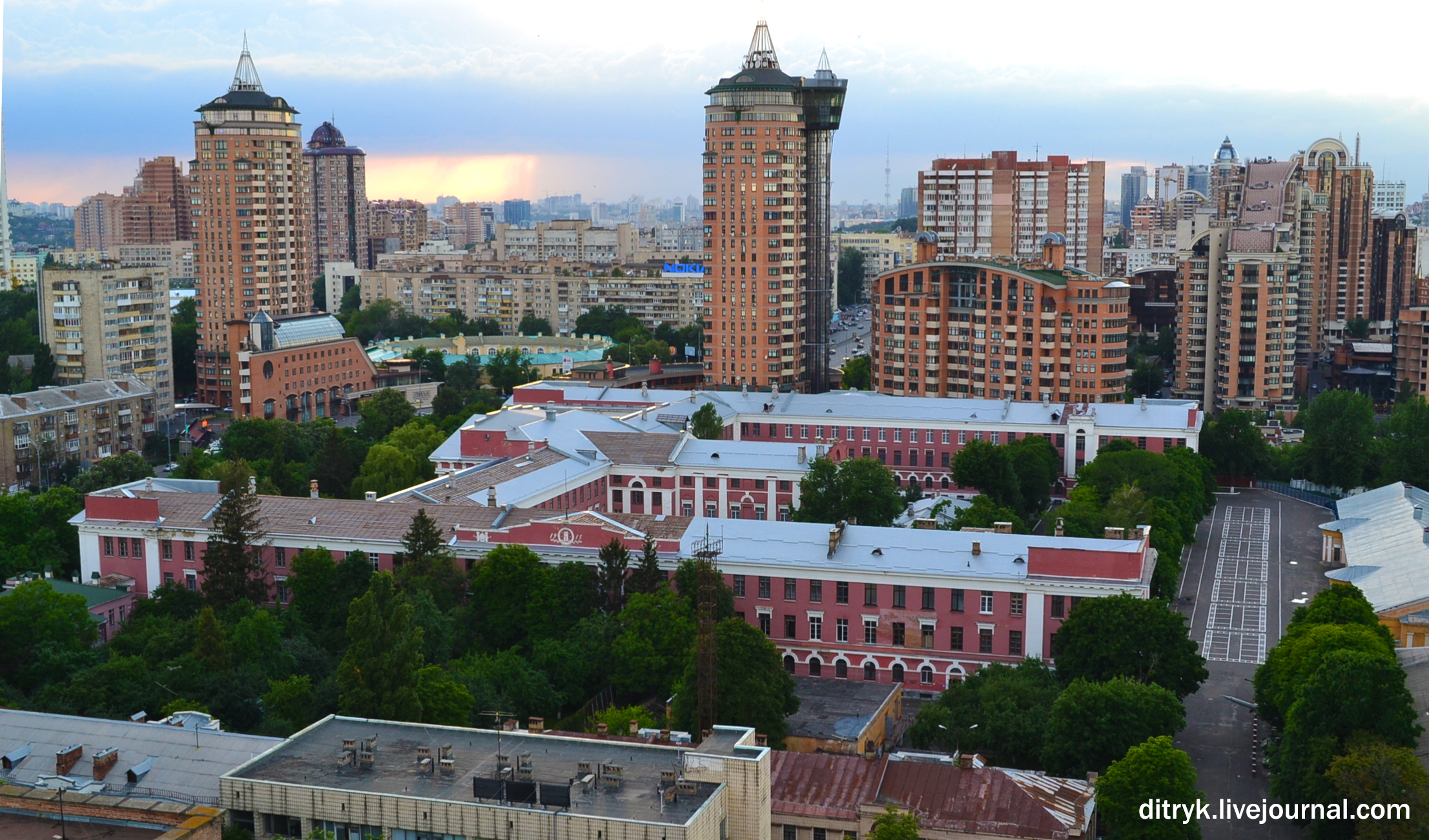
Anlagen der ehemaligen Junkerschule
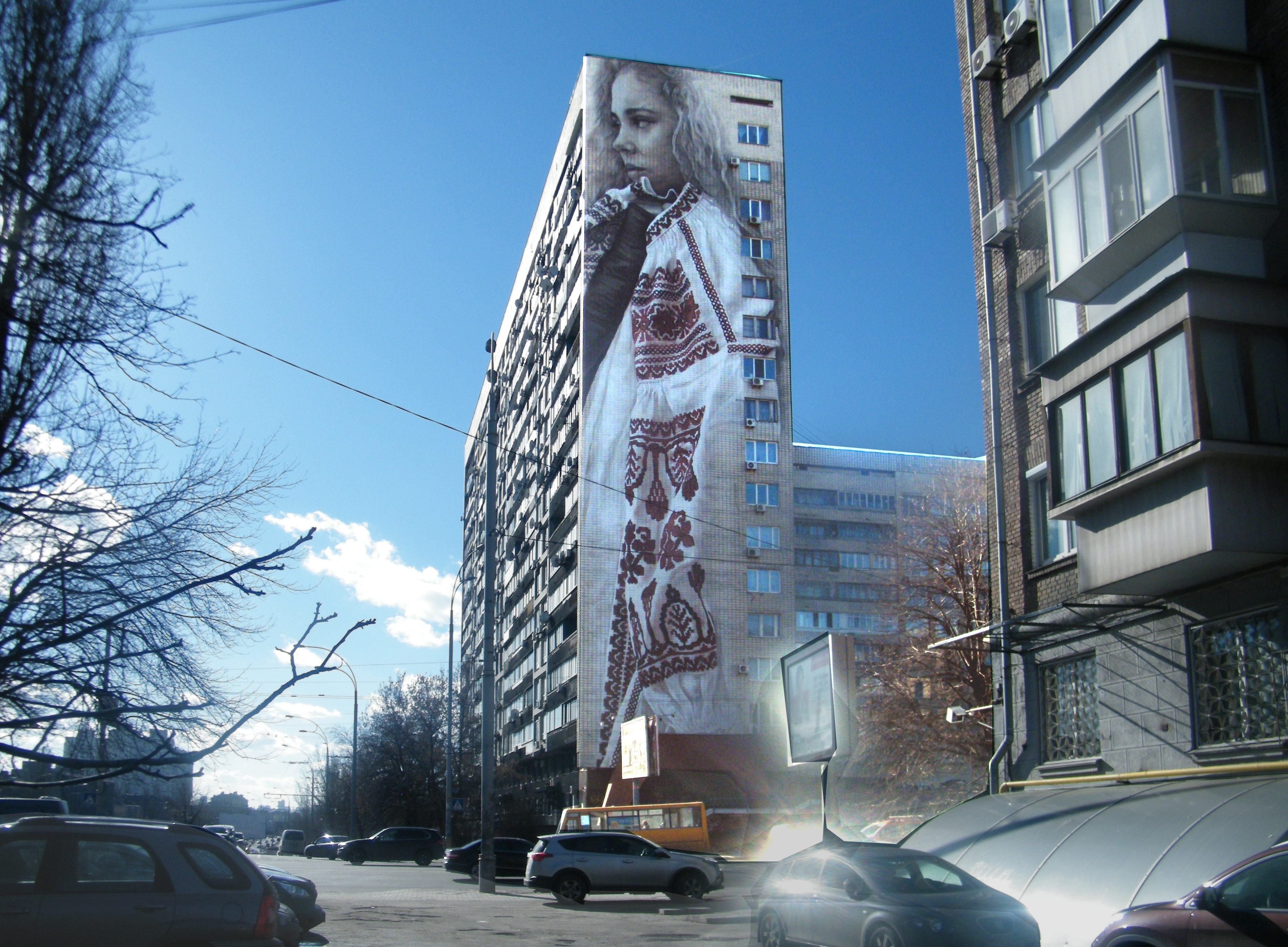
Wandgemälde von Guido van Helten
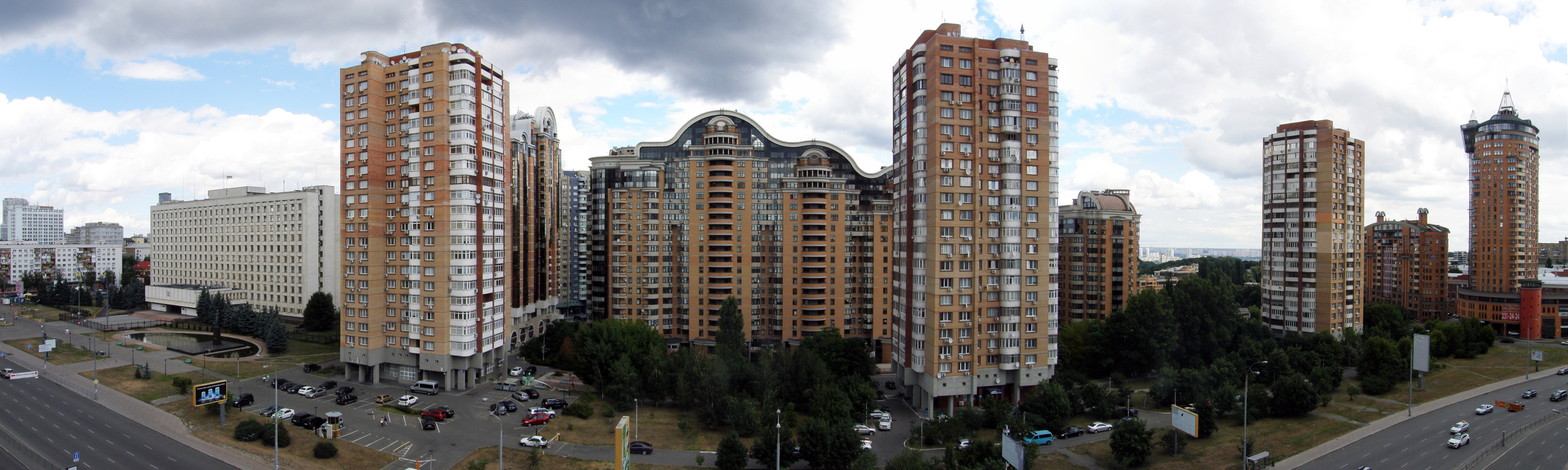
Neubausiedlung Zarske Selo